# Philautus similis
Philautus similis är en groddjursart som beskrevs av Van Kampen 1923. Philautus similis ingår i släktet Philautus och familjen trädgrodor. IUCN kategoriserar arten globalt som starkt hotad. Inga underarter finns listade i Catalogue of Life.